# Transgression
Transgression – szósty album studyjny amerykańskiej grupy muzycznej Fear Factory. Wydawnictwo ukazało się 24 sierpnia 2005 roku nakładem wytwórni muzycznej Calvin Records. W wersji rozszerzonej Transgression zostało wydane z dołączoną płytą DVD zawierającą m.in. film dokumentujący proces nagrań. Płyta zadebiutowała na 45. miejscu listy Billboard 200 w Stanach Zjednoczonych sprzedając się w przeciągu tygodnia w nakładzie 19 000 egzemplarzy.

## Nagrania i promocja
Nagrania zostały zarejestrowane w Track Record Studios w Hollywood w stanie Kalifornia we współpracy z producentem muzyczny Tobym Wrightem. W ramach sesji nagraniowej zespół Fear Factory nagrał interpretacje utworów „I Will Follow” i „Millennium” odpowiednio z repertuaru U2 i Killing Joke. Gościnnie w nagraniach wzięli udział Billy Gould, basista Faith No More, oraz gitarzysta Lamb of God - Mark Morton. W ramach promocji został zrealizowany teledysk do utworu „Transgression”, który wyreżyserował Michael Sarna.

## Recenzje
Album Transgression spotkał się z niejednoznacznym przyjęciem ze strony krytyków muzycznych. Negatywnie o produkcji wyrazili się redaktorzy Maelstrom Matt Smith i Ryan Loostrom. Pozytywnie natomiast wypowiedzieli m.in. się Johnny Loftus redaktor AllMusic, Brian Rademacher z serwisu Rock Eyez. Arkadiusz Lerch na łamach miesięcznikach Metal Hammer napisał: 

Zespół bardzo precyzyjnie skonstruował swoje dźwięki. To nie jest muzyka stworzona „na kolanie”; FF mógł pokusić się o wykorzystanie po raz kolejny pomysłów z dwóch ostatnich, podobnych do siebie (koncepcyjnie – co nie jest zarzutem bynajmniej...) płyt „Digimortal” i „Archetype” co na pewno nie spowodowałoby niezadowolenia słuchaczy. Wielki szacunek należy się więc grupie, że wykorzystała szansę, jaką posiada w postaci budżetu, możliwości, talentu i kredytu zaufania u fanów, tworząc płytę odważną i zwyczajnie ciekawą.

## Lista utworów
Opracowano na podstawie materiału źródłowego.
| Edycja podstawowa 1. „540,000° Fahrenheit” (sł. Bell, muz. Wolbers, Herrera) - 04:28 2. „Transgression” (sł. Bell, muz. Wolbers, Herrera) - 04:50 3. „Spinal Compression” (sł. Bell, muz. Wolbers, Herrera) - 04:12 4. „Contagion” (sł. Bell, muz. Wolbers, Herrera) - 04:38 5. „Empty Vision” (sł. Bell, muz. Wolbers, Herrera) - 04:54 6. „Echo of My Scream” (sł. Bell, muz. Wolbers, Herrera) - 06:58 7. „Supernova” (sł. Bell, muz. Wolbers, Herrera) - 04:32 8. „New Promise” (sł. Bell, muz. Wolbers, Herrera) - 05:14 9. „I Will Follow” (cover U2) - 03:42 10. „Millennium” (cover Killing Joke) - 05:25 11. „Moment of Impact” (sł. Bell, muz. Wolbers, Herrera) - 04:01 Japan bonus tracks 1. „Empire” - 3:47 2. „Slave Labor (live)” - 4:05 3. „Cyberwaste (live)” - 3:40 4. „Drones (live)” - 4:57 | Exclusive download 1. „My Grave” – 5:36 Bonus DVD 1. „540, 000° Fahrenheit” - 04:28 2. „Transgression” - 04:50 3. „Spinal Compression” - 04:12 4. „Contagion” - 04:38 5. „Empty Vision” - 04:54 6. „Echo Of My Scream” - 06:58 7. „Supernova” - 04:32 8. „New Promise” - 05:14 9. „I Will Follow” (cover U2) - 03:42 10. „Millennium” (cover Killing Joke) - 05:25 11. „Moment of Impact” - 04:01 12. „Transgression” (music video) 13. „Spinal Compression” (music video) 14. „Moment Of Impact” (music video) 15. „The Making Of Transgression" |

## Twórcy
Opracowano na podstawie materiału źródłowego.
| - Burton C. Bell – śpiew, inżynieria dźwięku - Christian Olde Wolbers – gitara, aranżacje - Byron Stroud – gitara basowa - Raymond Herrera – perkusja, aranżacje, inżynieria dźwięku - Reggie Boyd – asystent inżyniera dźwięku - Stephen Marcussen – mastering | - James Musshorn – asystent inżyniera dźwięku - Shaun Thingvold – inżynieria dźwięku - Steve Tushar – inżynieria dźwięku - Chad Michael Ward – zdjęcia - Toby Wright – produkcja muzyczna, inżynieria dźwięku, miksowanie |

## Wydania
| Rok  | Nr katalogowy | Format                | Wytwórnia płytowa  | Region            |
| ---- | ------------- | --------------------- | ------------------ | ----------------- |
| 2005 | RR 8131-2     | CD                    | Roadrunner Records | Stany Zjednoczone |
| 2005 | RR 8131-8     | CD+DVD                | Roadrunner Records | Holandia          |
| 2005 | CV-037        | CD                    | Calvin Records     | Stany Zjednoczone |
| 2005 | CV-036        | Hybrid, DualDisc      | Calvin Records     | Stany Zjednoczone |
| 2005 | CV-035        | Hybrid, DualDisc, Enh | Calvin Records     | Stany Zjednoczone |

## Listy sprzedaży
| Lista         | Kraj              | Pozycja |
| ------------- | ----------------- | ------- |
| Top 50        | Australia         | 26      |
| Top 50        | Niemcy            | 37      |
| Top 50        | Finlandia         | 38      |
| Top 75        | Austria           | 44      |
| Billboard 200 | Stany Zjednoczone | 45      |
| Top 100       | Holandia          | 54      |
| Top 60        | Szwecja           | 56      |
| Top 150       | Francja           | 87      |